# Центральный проектно-технологический институт
Акционерное общество «Центральный проектно-технологический институт» (АО «ЦПТИ», входит в Топливную компанию Росатома «ТВЭЛ») – комплексный многопрофильный отраслевой проектный институт. Образован в 2011 году путем объединения в одном юридическом лице проектно-конструкторских подразделений предприятий, входящих в Топливную компанию «ТВЭЛ». АО «ЦПТИ» является одним из ведущих проектных институтов в области комплексного проектирования, конструирования и изготовления оборудования для промышленных объектов использования атомной энергии.  
В Институте отлажена система проектного управления, которая дает возможность оперативно создавать проектные команды под задачи и требования заказчиков. В своей работе специалисты ЦПТИ успешно внедряют технологии BIM для оптимизации капитальных и эксплуатационных затрат на всех стадиях жизненного цикла объектов.
Инженерами АО «ЦПТИ» активно используются современные методы проектирования и новейшее программное обеспечение, позволяющее оптимизировать процессы проектирования и конструирования, создавать вариантность проектных решений, оптимизировать стоимость, эффективно размещать оборудование и инженерные системы.
Для обеспечения эффективной деятельности создана сеть из филиалов АО «ЦПТИ» в различных регионах Российской Федерации и на территории государства, входящего в состав СНГ. 
АО «ЦПТИ» входит в структуру Интегратора российской атомной отрасли по направлению бизнеса «Вывод из эксплуатации и обращение с сопутствующими РАО» (по решению Госкорпорации Росатом таким интегратором в 2019 году назначено АО «ТВЭЛ»). ЦПТИ выступает одним из четырех центров компетенций по ВЭ ЯРОО и специализируется на комплексных инженерно-радиационных обследованиях (КИРО) и разработке проектов по выводу из эксплуатации промышленных объектов, реабилитации и рекультивации загрязненных территорий, а также ведет деятельность по обращению с РАО и промышленными отходами.
АО «ЦПТИ» входит в перечень специальных товаров, работ и услуг для нужд атомной отрасли по выполнению проектно-изыскательских и опытно-конструкторских работ для предприятий Топливной компании «ТВЭЛ».
Институт имеет полный спектр лицензионно-разрешительных документов, необходимых для выполнения работ по проектированию, конструированию и изготовлению оборудования для объектов использования атомной энергии. 
В 2022 году состоялось открытие филиала АО «ЦПТИ» в Республике Таджикистан (г. Истиклол) для выполнения работ на площадке «Табошар» в рамках реализации Межгосударственной целевой программы «Рекультивация территорий государств, подвергшихся воздействию уранодобывающих производств».
Является одним из ключевых звеньев всей структуры ТК «ТВЭЛ», в котором сосредоточены наиболее компетентные специалисты атомной отрасли России.
Сформирована концепция развития института до 2030 года.

## Ключевые проекты АО «ЦПТИ»
Центральный проектно-технологический институт (АО «ЦПТИ») создан в 2011 году путем централизации проектно-конструкторских подразделений Топливной компании «ТВЭЛ» в одном юридическом лице. 
Одна из ключевых задач института — своевременное и качественное исполнение государственных контрактов. Генеральный проектировщик объекта - Центра коллективного пользования "Сибирский кольцевой источник фотонов" (ЦКП "СКИФ"), создаваемого в рамках Национального проекта "Наука и университеты". Уникальный объект класса «мегасайенс», ускоритель поколения 4+, мощностью 3ГэВ – третий объект, создаваемый в мире для решения прикладных научных задач. Подобные объекты не проектировались в России более 20 лет.  
Среди других ключевых проектов АО «ЦПТИ»:
- Разработка проектной и рабочей документации по техническому перевооружению Северской ТЭЦ;
- Реконструкция термоядерного комплекса ТСП (токамак с сильным полем) АО «ГНЦ РФ ТРИНИТИ»;
- Реконструкция зданий 124, 125 с созданием и размещением испытательных стендов мощного источника нейтронов и электрореактивных двигателей АО «ГНЦ РФ ТРИНИТИ»;
- Создание современного фармацевтического производства изотопной продукции медицинского назначения на площадке АО «НИФХИ им. Л.Я. Карпова» (дивизион «Русатом Хэлскеа»);
- Изготовление и поставка перегрузочных машин для энергоблоков № 1-4 АЭС «Аккую» (строится в Турции по российскому проекту);
- Подготовка к выводу из эксплуатации объектов радиохимического завода АО «СХК»;
- Подготовка к выводу из эксплуатации зданий химико-металлургического завода АО «СХК».

## Основные направления деятельности
- Проектно-изыскательские работы (ПИР) для предприятий Топливной компании «ТВЭЛ» и предприятий Госкорпорации «Росатом».
- ПИР для источников синхротронного излучения.
- ПИР для объектов науки.
- ПИР для ядерного топливного цикла (ЯТЦ).
- ПИР для отраслевых интеграторов.
- ПИР для ядерной медицины.
- ПИР для вывода из эксплуатации ядерно и радиационно опасных объектов (ВЭ ЯРОО).
- Проведение комплексных инженерно-радиационных обследований (КИРО).
- Конструирование и изготовление нестандартизированного технологического оборудования (оборудование для ЯТЦ, оборудование для обращения с РАО и ОЯТ, оборудование для объектов науки, емкостное оборудование и оборудование для транспортировки).
- Вывод из эксплуатации ядерно и радиационно опасных объектов (ВЭ ЯРОО) и рекультивация.
- Цифровой инжиниринг и робототехнические комплексы.
- Цифровое КИРО.
- Цифровые "двойники" зданий и сооружений.
- Технологии информационного моделирования (ТИМ).

## Структура
Центральный офис в г. Москве. 8 филиалов на территории России и 1 филиал в СНГ:
•    Ангарский филиал (г. Ангарск, Иркутская область);
•    Глазовский филиал (г. Глазов, Удмуртская Республика);
•    Новосибирский филиал (г. Новосибирск, Новосибирская область);
•    Сибирский филиал (г. Северск, Томская область);
•    Уральский филиал (г. Новоуральск, Свердловская область);
•    Электростальский филиал (г. Электросталь, Московская область);
•    Красноярский филиал (г. Железногорск, Красноярский край);
•    Санкт-Петербургский филиал (г. Санкт-Петербург);
•    Филиал в Республике Таджикистан (г. Истиклол). 